# Эмрих, Алан
Алан Эмрих — американский писатель и дизайнер видеоигр, который придумал термин «4X», участвовал в разработке Master of Orion и Master of Orion 3, а также написал руководства по стратегии для видеоигр. До появления видеоигр Эмрих писал о настольных играх и разрабатывал их, а также организовывал конференции по ним. Он руководил небольшой компанией по изданию игр и читал лекции по игровому дизайну и управлению проектами. В 2001 году Эмрих получил Мемориальную премию Бломгрена / Гамильтона за жизненные достижения от ConsimWorld.COM.

## 4X-игры
Эмрих ввёл термин «4X» («eXplore, eXpand, eXploit, eXterminate»: изучение, расширение, эксплуатация, уничтожение) в своём обзоре Master of Orion в журнале Computer Gaming World 1993 года, описывающем стратегические игры, которые включают исследование, расширение, и эксплуатация территории, а также уничтожение противников. Дизайн Master of Orion включает в себя несколько предложений, сделанных им и Томом Хьюзом.
До апреля 2002 года Эмрих был ведущим дизайнером Master of Orion 3, который пытался добавить в жанр 5-й X, eXperience(опыт). Затем он ушёл из разработчика Quicksilver Software по причинам, которые ни одна из сторон не стала объяснять.

## Руководства по стратегии
Эмрих — автор или соавтор следующих руководств по стратегии:
- Sid Meier’s Civilization or Rome on 640K a Day (с Джонни Л. Уилсоном)
- Official Strategy Guide for Master of Orion (с Томом Хьюзом)
- Official Strategy Guide for Master of Magic (с Томом Хьзом и Петрой Шланк)
- Official Strategy Guide for Empire Deluxe

Он резко раскритиковал недавние руководства по стратегии за:
- содержащие только факты, которые должны были быть в руководстве к игре, например, о пользовательском интерфейсе.
- неспособность научить пользователей, как улучшить свою игру.
- непредоставление информации, которая помогает им принимать решения, например, о возможностях и стоимости юнитов и зданий.
- неточности, часто из-за того, что разработчики подправляли продукт во время публикации.

Ошибки, по его словам, в основном вызваны поспешностью издателей игр и руководств, чтобы вывести свои продукты на рынок.

## Краткая история карьеры
В 1977 году Эмрих и Джон Мейерс стали соучредителями игровых конвентов ORCCON в Лос-Анджелесе, а позже Эмрих помог в запуске конвентов GATEWAY и GAMEX, также в Лос-Анджелесе. Эмрих был первым вице-президентом Ассоциации производителей игр. В 1980-х он основал компанию Diverse Talents Inc., которая импортировала и экспортировала игры, проводила игровые конференции в Лос-Анджелесе и издавала несколько журналов, включая Fire & Movement. В этот период он также разработал несколько настольных и карточных игр.
Он был пятикратным непобедимым чемпионом игрового шоу Whew! в июле и августе 1979 года, выиграв 5840 долларов, но так и не выиграв бонусный раунд на 25 000 долларов.
В 1990-х Эмрих работал в журнале Computer Gaming World в качестве первого редактора отдела стратегических игр, а затем и первого онлайн-редактора. В этот период он также написал или выступил соавтором руководств по стратегии, перечисленных выше. До апреля 2002 года он был ведущим дизайнером игры Master of Orion 3.
В 2001 году Эмрих получил Мемориальную премию Бломгрена / Гамильтона за жизненные достижения от ConsimWorldCOM.
Ранее он был профессором Калифорнийского института искусств в округе Ориндж, где преподавал гейм-дизайн, прототипирование и управление проектами следующему поколению создателей игр — он считает это официальным подтверждением своей страсти к преподаванию на протяжении всей жизни. Он также является соучредителем и владельцем Victory Point Games, компании-издателя настольных и карточных игр, которая была запущена для выпуска небольших бюджетных игр, основанных на материалах, представленных как студентами, так и профессиональными гейм-дизайнерами — на самом деле он основал компанию чтобы дать своим ученикам опыт деловой стороны издания игр.

## Личная жизнь и смерть
Эмрих родился 1 октября 1959 года в Кине, штат Нью-Гэмпшир. Он умер 7 января 2025 года в возрасте 65 лет.